# Lorène Devienne
Lorène Devienne est une auteure-compositrice-interprète et actrice française, née le 9 mars 1981 à Montmorillon (Vienne).
Elle chante principalement en français.

## Biographie
Originaire du Poitou, Lorène Devienne se destine très tôt à la carrière d'auteur/compositeur/interprète dans la chanson française. Elle entre à 6 ans au conservatoire de Lyon. Puis elle part à sa majorité sur Paris, où Didier Barbelivien la prend sous son aile. Elle écrit en 2002 une trentaine de chansons, puis chante en 2003 à Bercy pour les Étoiles de la glace, avec les patineurs Gwendal Peizerat et Marina Anissina. Elle les suivra ensuite dans leur tournée à travers la France.
Choriste de Laurent Voulzy en 2003 et d'Olivia Ruiz en 2004 lors de la Fête de la Musique ces années-là, elle participe également au concert de Patrick Bruel, à Lyon fin juin 2003[réf. nécessaire]. Elle se révèle l'année suivante en participant au concours de l'émission Entrée d'artistes de Pascal Sevran, sur France 2.[source insuffisante] Elle sort deuxième du concours, en étant la première auteur-compositeur-interprète. Lorène Devienne participe encore à l'émission hebdomadaire, chantant en duo avec différents artistes, dont notamment Patrick Fiori.
Établie à Paris depuis la fin de ses études, elle a sorti son premier album Souffles en 2006, à l'issue de nombreux galas en province et en région parisienne. Ses chansons mélangent mélancolie, amour, poésie et humour.
Une trilogie de concert en octobre 2006, à l'espace Kiron de Paris, a permis au grand public de faire véritablement connaissance avec cette artiste. Elle a commencé une carrière internationale en partant au Japon pour être présentée aux médias japonais, et donner un concert unique à Harajuku.
En 2007, elle est choriste pour Laura Pausini, notamment lors de sa représentation dans Tenue de soirée, puis pour le concert de la Fraternité du 14 juillet. Elle s'inscrit en 2008 au Studio Pygmalion pour une formation de comédienne, afin d'améliorer son jeu de scène.
En 2011, elle participe à l'album de Garou Version intégrale, et rejoint la troupe de la comédie musicale Hair. Toujours en 2011, elle fait la première partie de Mickaël Miro à Lyon.
En 2012, elle interprète le rôle principal dans Le Prolongement de moi de Steve Catieau aux côtés de Frédéric Gorny, Marie France, Dominique Frot, Béatrice de Staël, Gilles Guillain, Olivier Nicklaus et Marie-Catherine Conti.
En 2019, elle produit son deuxième album Coup d’œil dans le rétro grâce à la plateforme participative Ulule et à ses contributeurs.

### Route de France féminine
En 2009, elle est choisie pour être l'interprète officielle de la Route de France féminine ; elle reprend ce rôle en 2010, en 2012, en 2013, en 2014 en 2015 et en 2016. En 2011, cette compétition n'ayant pas eu lieu, elle est la chanteuse officielle entre 2009 et 2015 de la plus grande épreuve féminine par étapes se déroulant en France.

## Discographie
- 2004 : Participation à la compilation Entrée d'artistes] avec la chanson La complainte de la butte.
- 2005 : Participation à l'album New de Richard Clayderman, avec les chansons Une bouteille à la mer et Le Poitou.
- 2006 : Premier album solo, Souffles, chez Marianne Mélodie.
- 2006 : Duo avec son  camarade Laurent Bàn, dans l'album Ante de celui-ci (Muzoo Record).
- 2009 : Participation à l'album-hommage à Pascal Sevran, Les Années Sevran.
- 2010 : Duo avec Garou, Mise à jour, sur l'album Version intégrale de ce dernier.
- 2011 : Participation à l'album de Les pommes de ma douche, avec les chansons Le parapluie et La femme d'Hector.
- 2014 : Single J'aimerais.
- 2015 : Single Je cherche un toi(t)[11].
- 2019 : Deuxième album solo, Coup d’œil dans le rétro.

## Filmographie
Sauf indication contraire, les informations mentionnées dans cette section peuvent être confirmées par les bases de données cinématographiques IMDb et Allociné,  présentes dans la section « Liens externes ».

### Télévision
- 2003 : Le Vrai Journal de Karl Zéro
- 2004 : Urgences (saison 11, épisode 21) : la jeune fille dans le métro
- 2013 : Sophie et Sophie
- 2013 : En dernier recours (épisode Un trafic douteux) : Marina Chênet
- 2013 : Les Limiers (saison 1, épisode 1) : la serveuse
- 2014 : Boulevard du Palais (Épisode 46) : la journaliste
- 2014 : Les Hommes de l'ombre (saison 2, épisode 1 & 2) : la secrétaire
- 2016 : Baron noir (saison 1) : l’assistante de Daniel Kalhenberg
- 2016 : Nos chers voisin (2 épisodes)
- 2017 : Munch (1 épisode) : Lucie Debrandt
- 2018 : Nina (saison 4, épisode 34) : une urgentiste
- 2018 : Scènes de ménages (3 épisodes) : la baby-sitter
- 2025 : Le Crime de la tour Eiffel de Julien Seri

### Cinéma
- 2005 : Au suivant ! de Jeanne Biras (non créditée)
- 2011 : Valse favorite, court-métrage de Deborah Helpert : Sonia
- 2012 : Le Prolongement de moi de Steve Catieau : Helena[12]
- 2012 : Le Bonheur de Fabrice Grange : une femme du vestiaire
- 2014 : Salaud, on t'aime de Claude Lelouch : la 2e choriste
- 2015 : Night Fare de Julien Seri : Lisa
- 2016 : L'Embarras du choix de Eric Lavaine : une serveuse chez Lasserre
- 2018 : Sauver ou périr de Frédéric Tellier : l'entraîneuse du bar
- 2021 : Boîte noire de Yann Gozlan : Jeanne

### Internet
- 2010 : Les Wannabes, série internet[13]
- 2013 : La Lutinerie : L'assistante du Père Noël
- 2013 : Google glass, entretien d'embauche avec Gonzaguetv, parodie

## Théâtre
- 2011 : Hair (comédie musicale) : rôle de Leata

### Publicité
- 2011 : Sony New Speaker : A Geeks' Guide to get Girls (réalisateur Marc Fouchard)
- 2012 : Resident Evil: Revelations pour Nintendo 3DS : Survival Lessons (réalisateur Julien Seri)

## Distinctions
En 2002, elle finit 3e du concours national de l'Archange de la chanson française.
En juin 2006, elle a remporté la Rose d'Or, lors d'une soirée à l'Olympia à Paris, où se produisaient de nombreuses autres révélations de la chanson française.
En 2009, elle finit 5e du concours ZicMeUp Tour 2009, et première dans la catégorie auteur-compositeur.